# 松岡みゆき
松岡 みゆき（まつおか みゆき、本名：松岡 美有起、1977年5月7日 - ）は、ジョイスタッフ所属のフリーアナウンサー。

## 来歴
神奈川県川崎市出身。立教大学卒業。
2000年富山テレビ放送に入社。『めざましテレビ」』の富山中継リポーターや富山県広報番組『フォーカス・イン』などに出演。
2003年に退社、フリーアナウンサーとして活動を開始する。ジョイスタッフ所属。2007年12月9日、結婚。

## 出演番組

### 過去

#### BBT時代
- BBTニュース
- フォーカス・イン
- めざましテレビ

など

#### BBT退社後
- 高校野球埼玉大会（テレビ埼玉）
- TVKニュース（テレビ神奈川）
- TOKYOインフォメーション（TOKYO MX）
- FNNスーパーニュース（フジテレビ）関東ローカルパートでのグルメを中心にしたコーナーのリポーター
- あなたへモーニングコール（TBSラジオ）
- HomeTown相模原・大和（J:COM相模原・大和局）のキャスターを07年4月から務める。
- おとな館（日テレG+）コーナーリポーター
- ストックボイス マーケットライブキャスター（東京株式市況を実況生中継するインターネットTV／ラジオ）
- J-WAVE ニュースアナウンサー（2010年末まで6年間）
- 武蔵野市テレビ広報「むさしのシティニュース」（J:COM武蔵野三鷹）キャスター

など